# Adams (condado de Adams, Wisconsin)
Adams es un pueblo ubicado en el condado de Adams en el estado estadounidense de Wisconsin. En el Censo de 2010 tenía una población de 1345 habitantes y una densidad poblacional de 10,27 personas por km².

## Geografía
Adams se encuentra ubicado en las coordenadas 43°56′22″N 89°48′29″O / 43.93944, -89.80806. Según la Oficina del Censo de los Estados Unidos, Adams tiene una superficie total de 130.97 km², de la cual 130.15 km² corresponden a tierra firme y (0.62%) 0.81 km² es agua.

## Demografía
Según el censo de 2010, había 1345 personas residiendo en Adams. La densidad de población era de 10,27 hab./km². De los 1345 habitantes, Adams estaba compuesto por el 96.21% blancos, el 0.52% eran afroamericanos, el 1.19% eran amerindios, el 0.07% eran asiáticos, el 0% eran isleños del Pacífico, el 0.59% eran de otras razas y el 1.41% pertenecían a dos o más razas. Del total de la población el 3.35% eran hispanos o latinos de cualquier raza.